# Santo Antônio do Tauá (ort)
Santo Antônio do Tauá är en ort i Brasilien.   Den ligger i kommunen Santo Antônio do Tauá och delstaten Pará, i den nordöstra delen av landet, 1 600 km norr om huvudstaden Brasília. Santo Antônio do Tauá ligger 18 meter över havet och antalet invånare är 8 921.
Terrängen runt Santo Antônio do Tauá är platt. Runt Santo Antônio do Tauá är det ganska tätbefolkat, med 54 invånare per kvadratkilometer.. Det finns inga andra samhällen i närheten.
Omgivningarna runt Santo Antônio do Tauá är en mosaik av jordbruksmark och naturlig växtlighet.